# Per Svensson (journalist)
 For alternative betydninger, se Per Svensson. (Se også artikler, som begynder med Per Svensson)
Per Åke Svensson (født 1. august 1956 i Ljungby, død juli 2025) var en svensk journalist og forfatter.
Per Svensson var siden 2008 "senior columnist" på Sydsvenska Dagbladets kulturside og var førhen kulturchef på Expressen, hvor han arbejdede i mere end 20 år.
Per Svensson blev hædret med Stora Journalistpriset 1997. I år 2012 fik han Dagens Nyheters kritikerpris Lagercrantzen. 2013 tilldeltes han Jolopriset. Hans sidste bogudgivelse Vasakärven och järnröret trækker en historisk linje fra Sverigedemokraterna tilbage til nazismen i Lund i 1930'erne og var derfor stærkt omdiskuteret i Sverige.
Hans kritik af højrefløjen blev bl.a. udtrykt i SAS's rejsetidsskrift, men den efterfølgende kritik heraf fik selskabet til at inddrage hele oplaget. 